# Scrittura corsiva

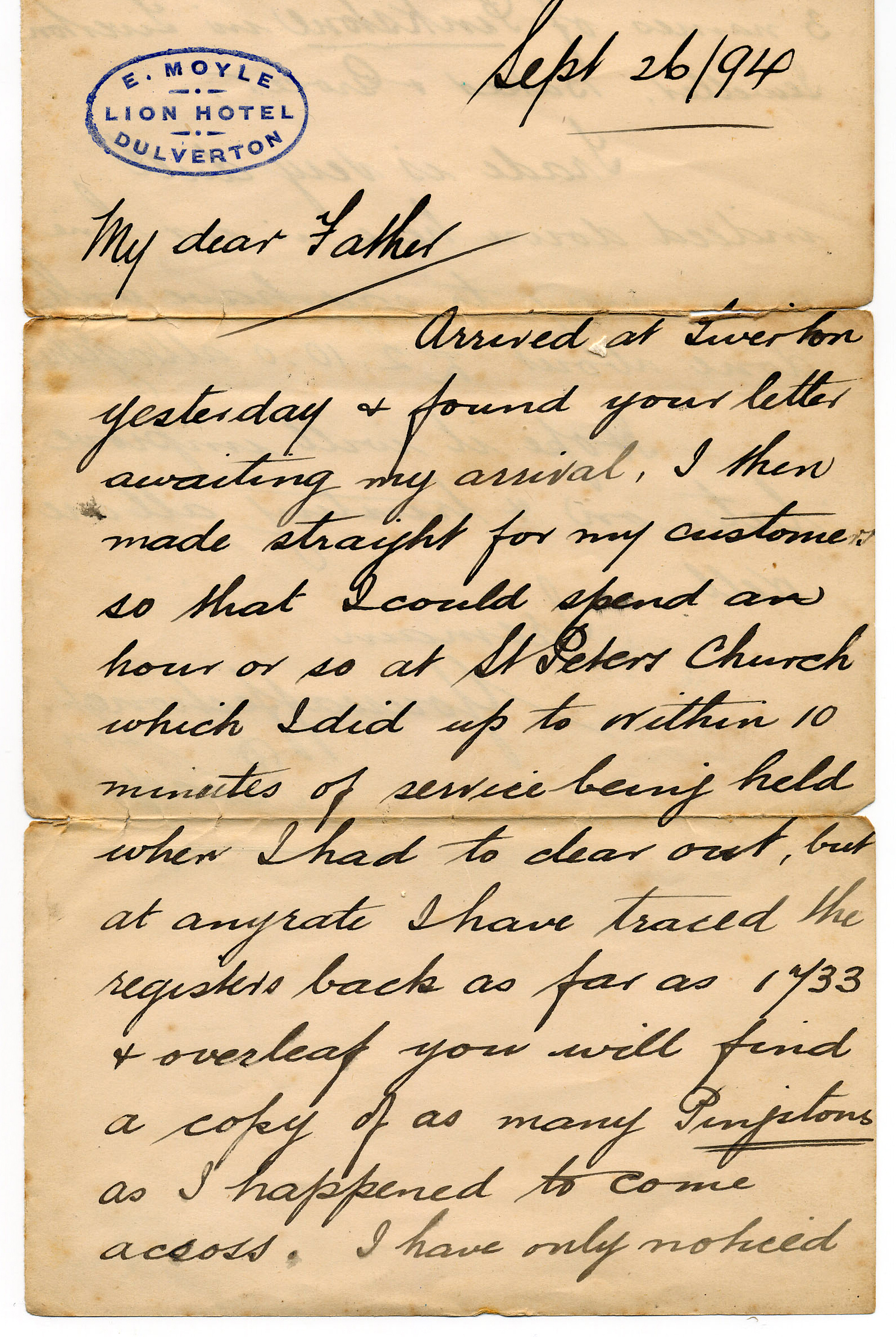
Lettera scritta in corsivo (lingua inglese).

Scrittura corsiva o semplicemente corsivo è il nome che si dà a un tipo di scrittura dal tracciato rapido che nasce dalla semplificazione delle scritture a lettere staccate («stampatello»). La scrittura corsiva interessa tanto le lettere maiuscole (inserite dunque in un sistema bilineare) quanto le minuscole (inserite in un sistema quadrilineare).

## Storia
Numerosi tipi di scritture e di alfabeti hanno forme di scrittura semplificata. Per esempio, la scrittura ieratica e demotica rappresentano un'evoluzione corsiva della scrittura geroglifica egizia.
Nel mondo semitico nordoccidentale la scrittura semitica monumentale si "corsivizzò" quando venne utilizzata da scribi che usavano pennelli su papiro o pergamena. L'alfabeto arabo nacque da una versione «corsiva» di tale alfabeto, elaborata per l'aramaico nabateo, ed è perciò priva di una vera scrittura in «stampatello».
Altri corsivi vennero usati per il greco dei papiri.
Sebbene sia un fenomeno poco noto, già in età romana si svilupparono delle forme di corsivo, del quale molti esempi sono giunti fino a noi grazie ai graffiti sui muri di Pompei. Il corsivo di quell'epoca è praticamente illeggibile per chi conosce solamente la versione moderna, nonostante si tratti dello stesso alfabeto; inoltre, variava lievemente da città a città.
L'attuale scrittura corsiva per l'alfabeto latino nacque nel tardo Medioevo per opera degli Umanisti ed ebbe una rapida e duratura espansione in tutta Europa. È caratterizzata da una sobria eleganza, da una chiara leggibilità e dalla rapidità. Agli albori del XVI secolo il tipografo bolognese Francesco Griffo se ne servì per creare lo stile di carattere noto come corsivo, chiamato all'estero italico (tranne che in Spagna, dov'è noto come letra grifa).
Fino al XX secolo la scrittura corsiva è stata usata sia per la letteratura sia per i rapporti commerciali; oggi è usata prevalentemente per la scrittura personale.
La scrittura corsiva viene appresa durante il primo percorso scolastico.
Il corsivo è uno stile di calligrafia in cui i simboli della lingua sono scritti in modo congiunto e / o scorrevole, generalmente allo scopo di rendere la scrittura più veloce. Questo stile di scrittura è distinto dalla "scrittura stampata" che utilizza caratteri in stampatello, in cui le lettere di una parola sono disconnesse e sono in forma di lettera romana / gotica piuttosto che con caratteri uniti. Non tutti i testi di esempi in corsivo uniscono tutte le lettere: il corsivo formale è generalmente unito, ma il corsivo casuale è una combinazione di unioni e alzate di penna. In arabo, siriaco, latino e alfabeti cirillici, molte o tutte le lettere di una parola sono collegate (mentre altre no), a volte facendo di una parola un unico tratto complesso. In corsivo ebraico e corsivo romano, le lettere non sono collegate. In Maharashtra esiste una versione del corsivo chiamata "modi".

### Sottoclassi

#### Legatura
La legatura prevede che le lettere delle parole si scrivano con linee che collegano le lettere in modo che non sia necessario prendere la penna o la matita tra le lettere. Comunemente alcune delle lettere sono scritte in modo arrotondato per facilitare i collegamenti. Nei testi greci stampati comuni, i moderni caratteri minuscoli sono chiamati "corsivi" (al contrario di onciali) sebbene le lettere non si colleghino.

#### Corsivo
La calligrafia italica divenne popolare nel Rinascimento italiano del XV secolo.

## Origine
Le origini del metodo corsivo sono associate ai vantaggi pratici della velocità di scrittura: il raro sollevamento della penna e l'adattamento ai limiti di essa. Le penne utilizzate in passato erano fragili, si rompevano facilmente e si rischiava di far schizzare l'inchiostro se non venivano usate correttamente. Inoltre, esaurivano l'inchiostro più velocemente della maggior parte degli strumenti di scrittura contemporanei. Le penne a immersione in acciaio sviluppatesi successivamente erano più robuste, ma avevano ancora alcune limitazioni. Anche l'individualità della provenienza di un documento era un fattore, al contrario del carattere della macchina.
Il corsivo era preferibile perché lo strumento di scrittura veniva raramente sollevato dal foglio. Il termine "corsivo" deriva dal francese medio "cursif" (che viene a sua volta dal latino medievale "corsivus") che letteralmente significa "correre". Questo termine a sua volta deriva dal latino currere ("correre, affrettarsi"). Nonostante l'uso del corsivo sembrasse essere in declino, ultimamente esso è stato recuperato.

## Romano
Il corsivo romano è una forma di scrittura a mano (o scrittura) usata nell'antica Roma e in una certa misura nel Medioevo. È abitualmente diviso in corsivo vecchio (o antico) e corsivo nuovo. Il corsivo romano antico, chiamato anche corsivo maiuscolo, era la forma quotidiana di scrittura a mano usata per scrivere lettere, dai commercianti che scrivevano conti di affari, dagli scolari che imparavano l'alfabeto latino e persino dagli imperatori che impartivano comandi. New Roman, chiamato anche minuscolo corsivo o più tardi corsivo, sviluppato dal vecchio corsivo. È stato utilizzato approssimativamente dal III secolo al VII secolo e utilizza forme di lettere che sono più riconoscibili agli occhi moderni; "a", "b", "d" ed "e" hanno assunto una forma più familiare, e le altre lettere sono proporzionate l'una all'altra piuttosto che variare selvaggiamente in dimensione e disposizione su una linea.

## Greco
L'alfabeto greco ha avuto diverse forme corsive nel corso del suo sviluppo. Nell'antichità, una forma corsiva di scrittura a mano era usata per scrivere su papiro. Impiegava forme di lettere inclinate e parzialmente collegate, nonché molte legature. Alcune caratteristiche di questa calligrafia furono successivamente adottate nella minuscola greca, la forma dominante di scrittura a mano nel medioevo e all'inizio dell'era moderna. Nel diciannovesimo e ventesimo secolo, fu sviluppata una forma completamente nuova di greco corsivo, più simile alle scritture corsive dell'Europa occidentale contemporanea.

## Europa occidentale

### Inglese
La scrittura corsiva era usata in inglese prima della conquista normanna. Le carte anglosassoni in genere includono una clausola limite scritta in inglese antico in uno script corsivo. Uno stile di scrittura corsivo - mano da segretario - era ampiamente utilizzato sia per la corrispondenza personale che per i documenti ufficiali in Inghilterra dall'inizio del XVI secolo.
La grafia corsiva si è sviluppata in qualcosa che si avvicina alla sua forma attuale dal XVII secolo, ma il suo uso non era né uniforme, né standardizzato né in Inghilterra né altrove nell'impero britannico. Nelle colonie inglesi dell'inizio del XVII secolo, la maggior parte delle lettere sono chiaramente separate nella grafia di William Bradford, sebbene alcune fossero unite come in una mano corsiva. Nella stessa Inghilterra, Edward Cocker aveva iniziato a introdurre una versione dello stile ronde francese, che fu poi ulteriormente sviluppato e reso popolare in tutto l'impero britannico nel XVII e XVIII secolo come mano tonda da John Ayers e William Banson.
Nelle colonie americane, alla vigilia della loro indipendenza dal Regno di Gran Bretagna, è degno di nota che Thomas Jefferson si unì alla maggior parte, ma non a tutte, le lettere durante la stesura della Dichiarazione di Indipendenza degli Stati Uniti. Tuttavia, pochi giorni dopo, Timothy Matlack ha riscritto professionalmente la copia di presentazione della Dichiarazione in una mano corsiva completamente unita. Ottantasette anni dopo, a metà del XIX secolo, Abraham Lincoln redasse il discorso di Gettysburg in una mano corsiva che oggi non sarebbe fuori luogo.
Non tutti questi corsivi, allora o adesso, univano tutte le lettere all'interno di una parola.
Sia nell'impero britannico che negli Stati Uniti nel XVIII e XIX secolo, prima della macchina da scrivere, i professionisti usavano il corsivo per la loro corrispondenza. Questo è stato chiamato "mano leale", il che significa che sembrava buono, e le aziende hanno addestrato i loro impiegati a scrivere esattamente nello stesso copione.
Dopo gli anni sessanta, è riemerso un movimento originariamente iniziato da Paul Standard negli anni trenta per sostituire il corsivo in loop con la calligrafia corsiva in corsivo. Era motivato dall'affermazione che l'istruzione corsiva era più difficile del necessario: che il corsivo convenzionale (in loop) non era necessario ed era più facile scrivere in corsivo corsivo. Per questo motivo, sono apparse diverse nuove forme di corsivo corsivo, tra cui Getty-Dubay e Barchowsky Fluent Handwriting. Nel XXI secolo, alcuni degli stili di scrittura corsivi sopravvissuti sono Spencerian, Palmer Method, D'Nealian e Zaner-Bloser.

### Tedesco
Fino al XIX secolo la Kurrent (nota anche come corsivo tedesco) era usata per la scrittura manuale corrente. La Kurrent non è stata utilizzata esclusivamente, ma piuttosto in parallelo al corsivo moderno (che è lo stesso del corsivo latino). Gli scrittori usavano entrambi gli stili corsivo: posizione, contenuto e contesto determinavano quale stile usare. Un successore della Kurrent, la Sütterlin, fu ampiamente utilizzato nel periodo 1911-1941 fino a quando il partito nazista la bandì insieme al suo equivalente stampato, la Fraktur. I tedeschi cresciuti con la Sütterlin continuarono a usarla anche nel dopoguerra.
Oggi tre diversi stili di scrittura corsiva vengono insegnati nelle scuole tedesche, la Lateinische Ausgangsschrift (introdotta nel 1953), la Schulausgangsschrift (1968) e la Vereinfachte Ausgangsschrift (1969). L'Unione nazionale tedesca degli insegnanti della scuola primaria ha proposto di sostituire tutti e tre con la Grundschrift, una forma semplificata di stampatello minuscolo adottata dalle scuole di Amburgo.

## Stati Uniti
Una delle prime forme di nuova tecnologia che ha causato il declino della scrittura a mano è stata l'invenzione della penna a sfera, brevettata nel 1888 da John Loud. Due fratelli, László e György Bíró, hanno ulteriormente sviluppato la penna modificando la struttura e utilizzando inchiostro diverso che si asciugava rapidamente. Con il loro invenzione, era garantito che l'inchiostro non avrebbe sbavato, come sarebbe accaduto con il tipo di penna precedente, e non era più necessaria l'accurata calligrafia che si sarebbe usata con la vecchia penna. Dopo la seconda guerra mondiale, la penna a sfera fu prodotta in serie e venduta a un prezzo basso, cambiando il modo in cui le persone scrivevano. Il corsivo è stato successivamente influenzato da altre tecnologie come il telefono, il computer e la tastiera.
Il corsivo ha subito un declino durante il XXI secolo a causa di una sua supposta inutilità. La Fairfax Education Association, il più grande sindacato degli insegnanti della contea di Fairfax, in Virginia, ha definito il corsivo "arte morente". Molti considerano il corsivo troppo noioso da imparare e credono che non sia un'abilità utile.
Al SAT 2006, un esame di ammissione all'istruzione post-secondaria degli Stati Uniti, solo il 15% degli studenti ha scritto le risposte al saggio in corsivo. Tuttavia, gli studenti potrebbero essere scoraggiati dall'usare il corsivo nei test standardizzati per timore di voti più bassi causati da una grafia difficile da leggere, e alcuni valutatori potrebbero avere difficoltà a leggere il corsivo.
Nel 2007, secondo un sondaggio su 200 insegnanti di prima e terza elementare in tutti i 50 stati americani, il 90% degli intervistati ha affermato che le loro scuole richiedevano l'insegnamento del corsivo.
Un'indagine a livello nazionale nel 2008 ha rilevato che gli insegnanti delle scuole elementari non avevano ricevuto una formazione nell'insegnamento della scrittura a mano. Solo il 12% degli insegnanti ha riferito di aver seguito un corso su come insegnarlo.
Nel 2012, gli stati americani dell'Indiana e delle Hawaii hanno annunciato che alle loro scuole non sarà più richiesto di insegnare in corsivo (senza tuttavia vietarlo), e invece sarà richiesto di insegnare "competenza con la tastiera". Dalla proposta a livello nazionale dei Common Core State Standards nel 2009, che non includono l'istruzione in corsivo, gli standard sono stati adottati da 44 stati a partire da luglio 2011, i quali hanno discusso sul mantenimento dell'insegnamento del corsivo.

### Sforzi di conservazione e benefici cognitivi
Molti documenti storici, come la Costituzione degli Stati Uniti, sono scritti in corsivo: l'incapacità di leggere il corsivo impedisce quindi di essere in grado di apprezzare appieno tali documenti nel loro formato originale. Nonostante il declino nell'uso quotidiano del corsivo, viene reintrodotto nel curriculum delle scuole negli Stati Uniti. Stati come California, Idaho, Kansas, Massachusetts, North Carolina, South Carolina, New Jersey e Tennessee hanno già imposto il corsivo nelle scuole come parte del programma Back to Basics progettato per mantenere l'uso della scrittura corsiva. L'applicazione del corsivo è richiesta dalla quinta elementare dell'Illinois, a partire dall'anno scolastico 2018-2019. Le Hawaii e l'Indiana hanno sostituito l'istruzione corsiva con "competenza con la tastiera" e altri 44 stati stanno attualmente valutando misure simili".
Con l'uso diffuso dei computer, i ricercatori hanno deciso di testare l'efficacia di entrambi i mezzi. Uno studio condotto da Pam Mueller che ha confrontato decine di studenti che hanno preso appunti a mano e tramite computer portatile ha mostrato che il primo gruppo (sebbene il documento non specifichi se stessero usando il corsivo) ha mostrato vantaggi sia nell'apprendimento fattuale che concettuale. Un altro studio condotto da Anne Mangen ha mostrato un'accelerazione nell'apprendimento di nuove parole quando venivano scritte a mano invece che sullo schermo di un computer. Imparare a scrivere in corsivo è ritenuto (da chi lo pratica) un trampolino di lancio per lo sviluppo di una scrittura a mano pulita e in un terzo studio condotto dalla Florida International University la professoressa Laura Dinehart ha concluso che gli studenti con una calligrafia più ordinata tendono a sviluppare una migliore abilità di lettura e scrittura, anche se è difficile concludere il nesso di causalità di tale associazione. A parte questi benefici cognitivi, gli studenti con dislessia, che hanno difficoltà ad imparare a leggere perché il loro cervello ha difficoltà ad associare suoni e combinazioni di lettere in modo efficiente, hanno scoperto che il corsivo può aiutarli con il processo di decodifica perché integra la coordinazione occhio-mano, abilità motorie fini e altre funzioni cerebrali e di memoria. Tuttavia, gli studenti con disgrafia possono essere penalizzati o addirittura ostacolati dall'uso del corsivo.

## Cinese
Le forme corsive dei caratteri cinesi sono usate nella calligrafia; "scrittura in esecuzione" è la forma semi-corsiva e "scrittura grezza" (erroneamente chiamata "scrittura erbosa" a causa di un'errata interpretazione) è il corsivo. L'aspetto corrente di questa scrittura ha più a che fare con la formazione e la connessione dei tratti all'interno di un carattere individuale piuttosto che con le connessioni tra i caratteri come nel corsivo connesso occidentale. Questi ultimi sono rari nell'hanzi e nei caratteri kanji giapponesi derivati che di solito sono ben separati dallo scrittore.

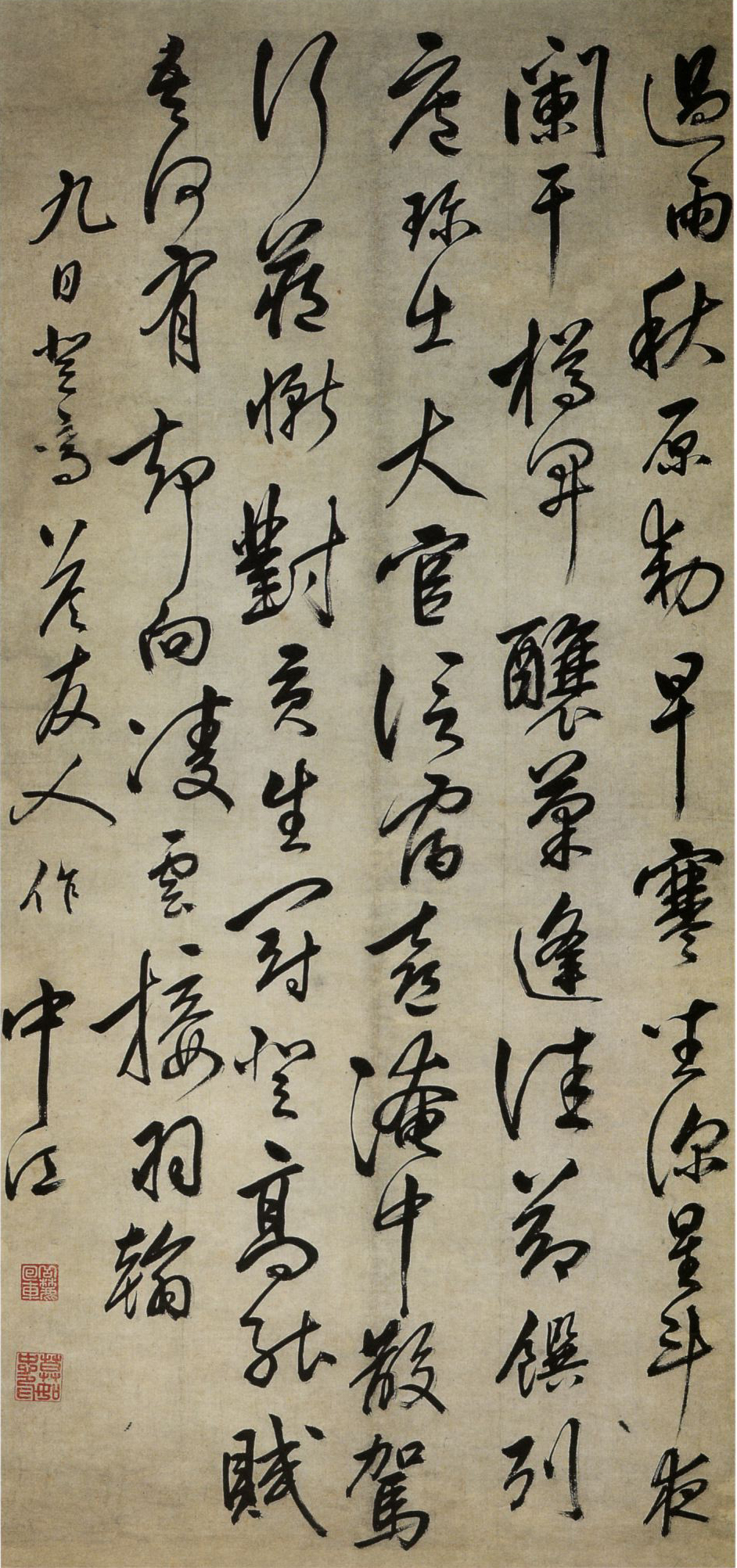
Calligrafia in stile semicorsivo del poema cinese di Mo Ruzheng
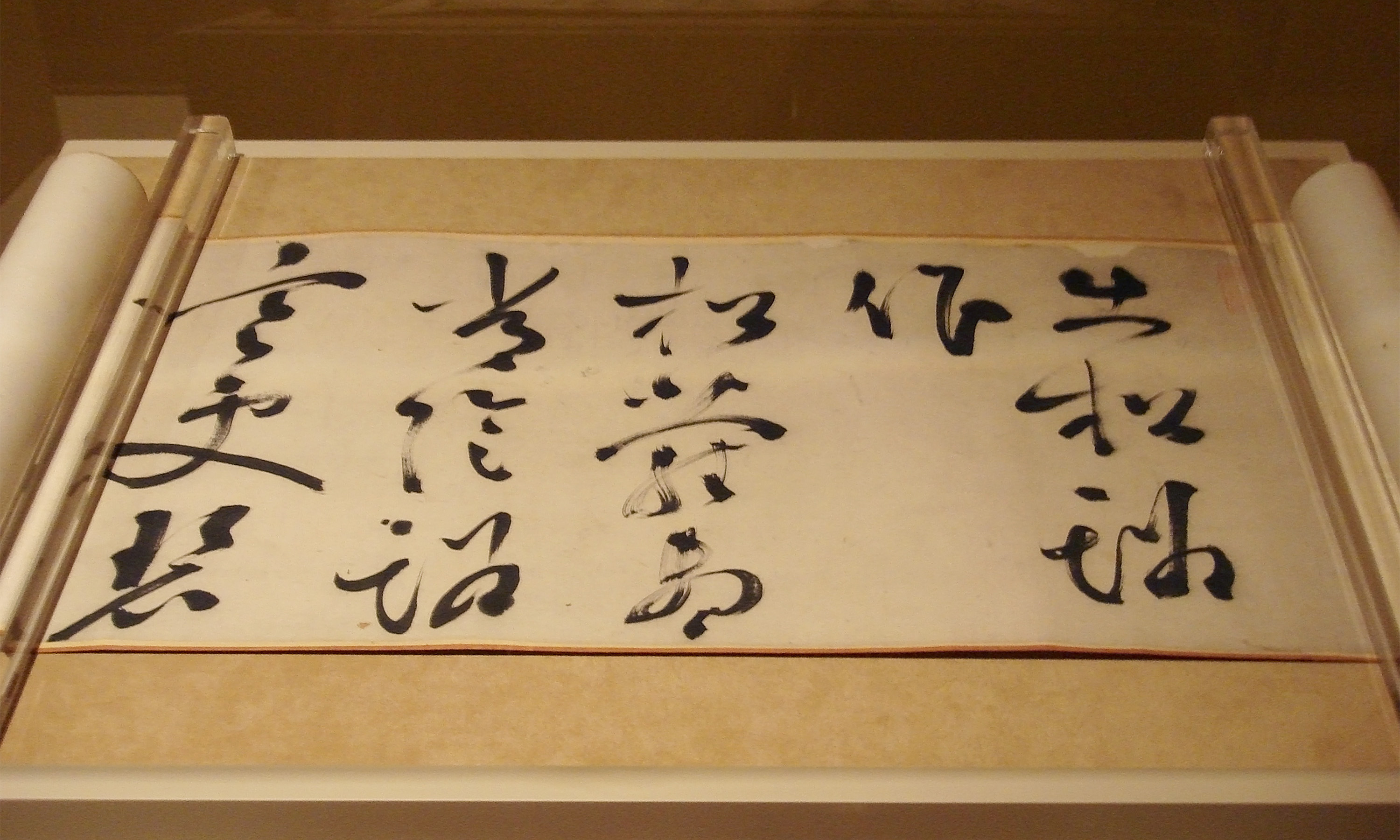
Poesia classica in corsivo alla mostra Treasures of Ancient China
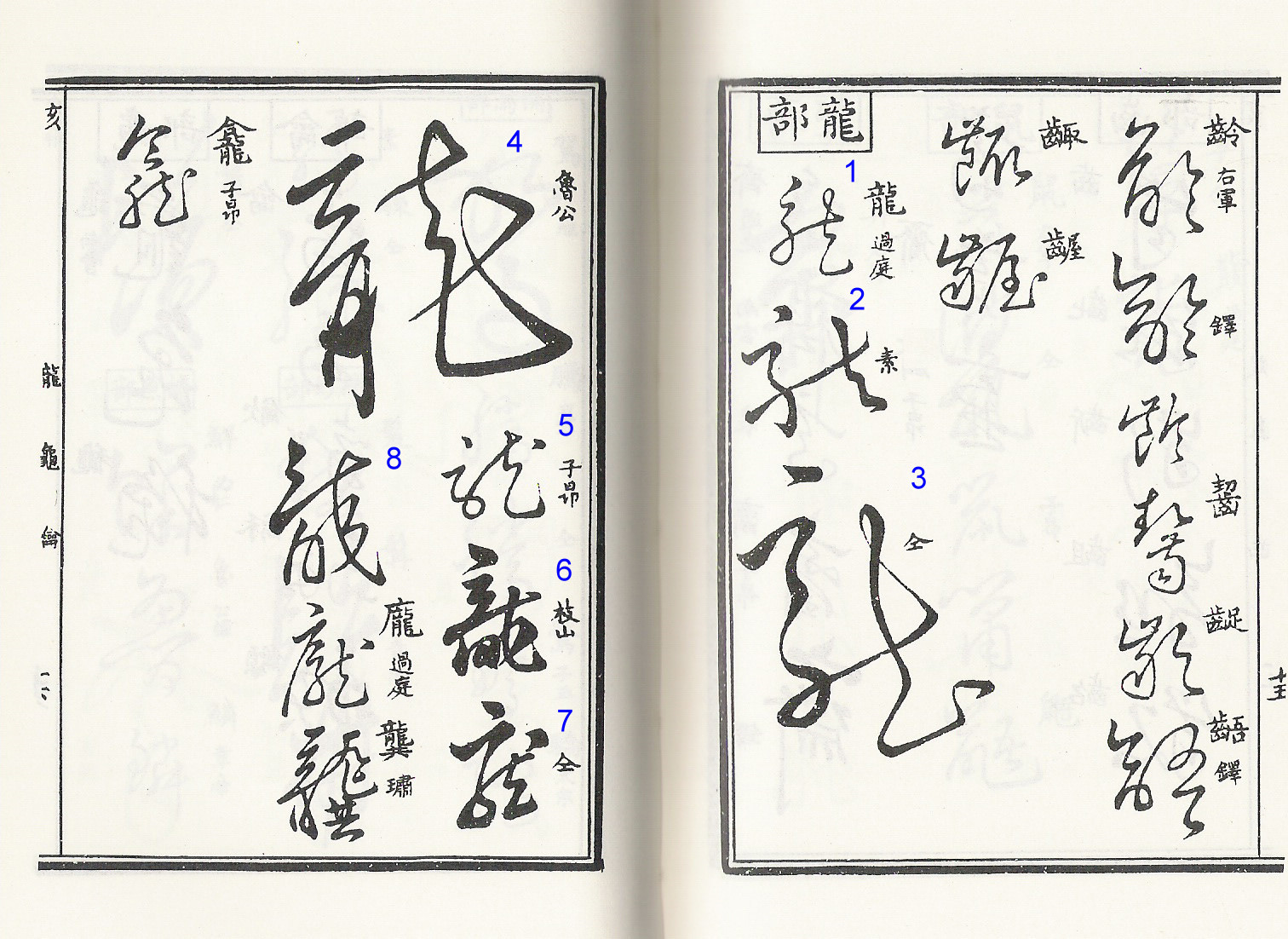
Otto caratteri corsivi per drago
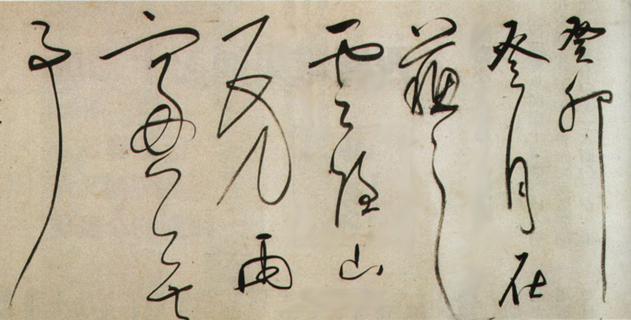
Calligrafia sia corsiva che semicorsiva di Dong Qichang
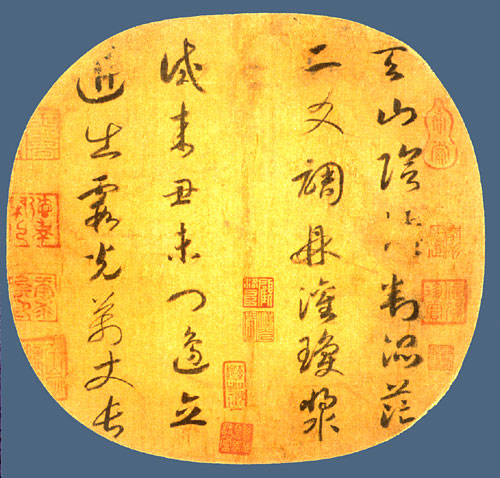
Quattro colonne di quartine di poesia in corsivo, Quartina sulla montagna celeste. Attribuito all'imperatore Gaozong di Song, decimo imperatore della dinastia Song
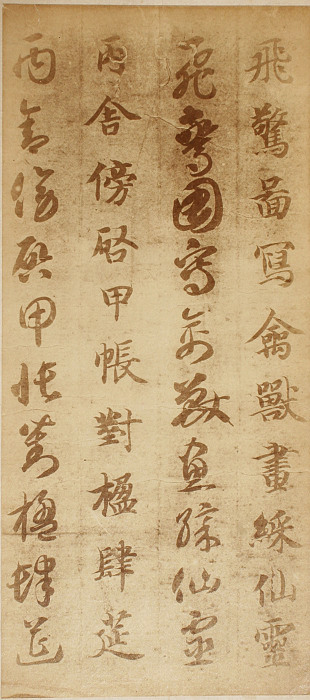
Una pagina dell'album Mille caratteri classici in scrittura formale e corsiva attribuito a Zhi Yong

## Galleria d'immagini

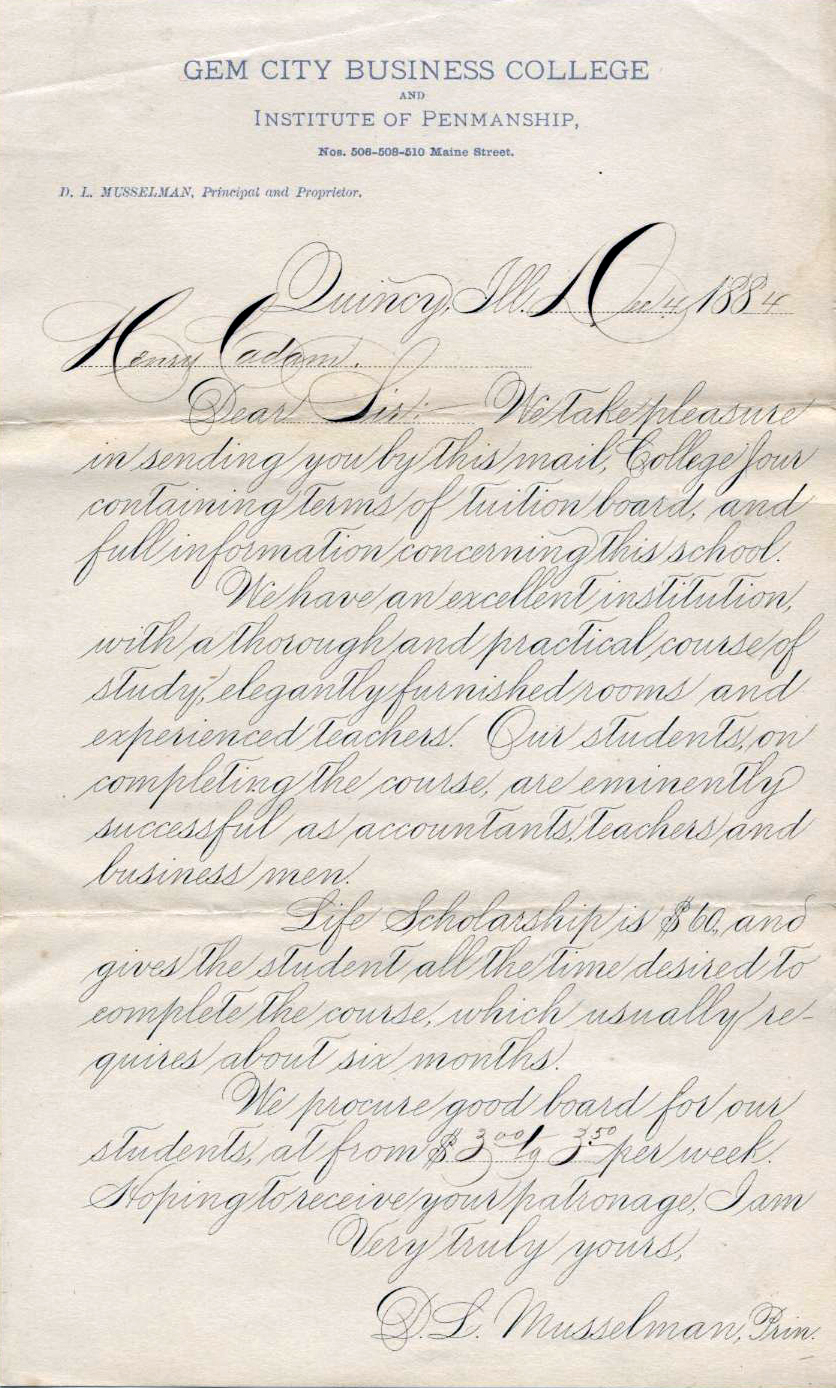
Esempio di scrittura classica americana nota come scrittura spenceriana del 1884.
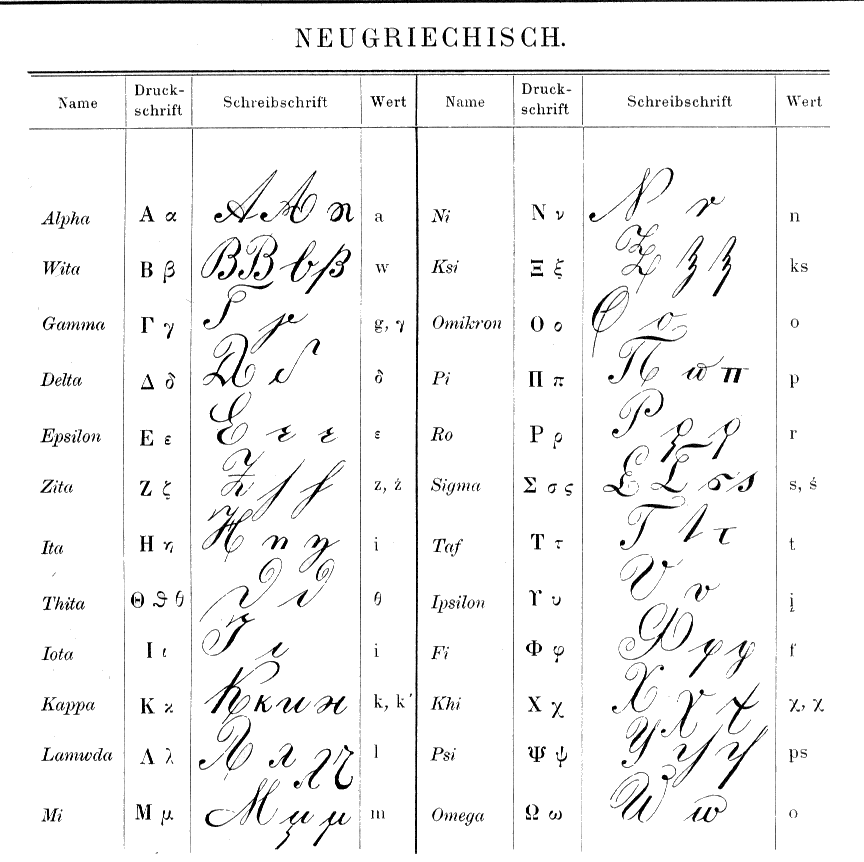
Tabella delle forme di lettere corsive greche del XIX secolo.
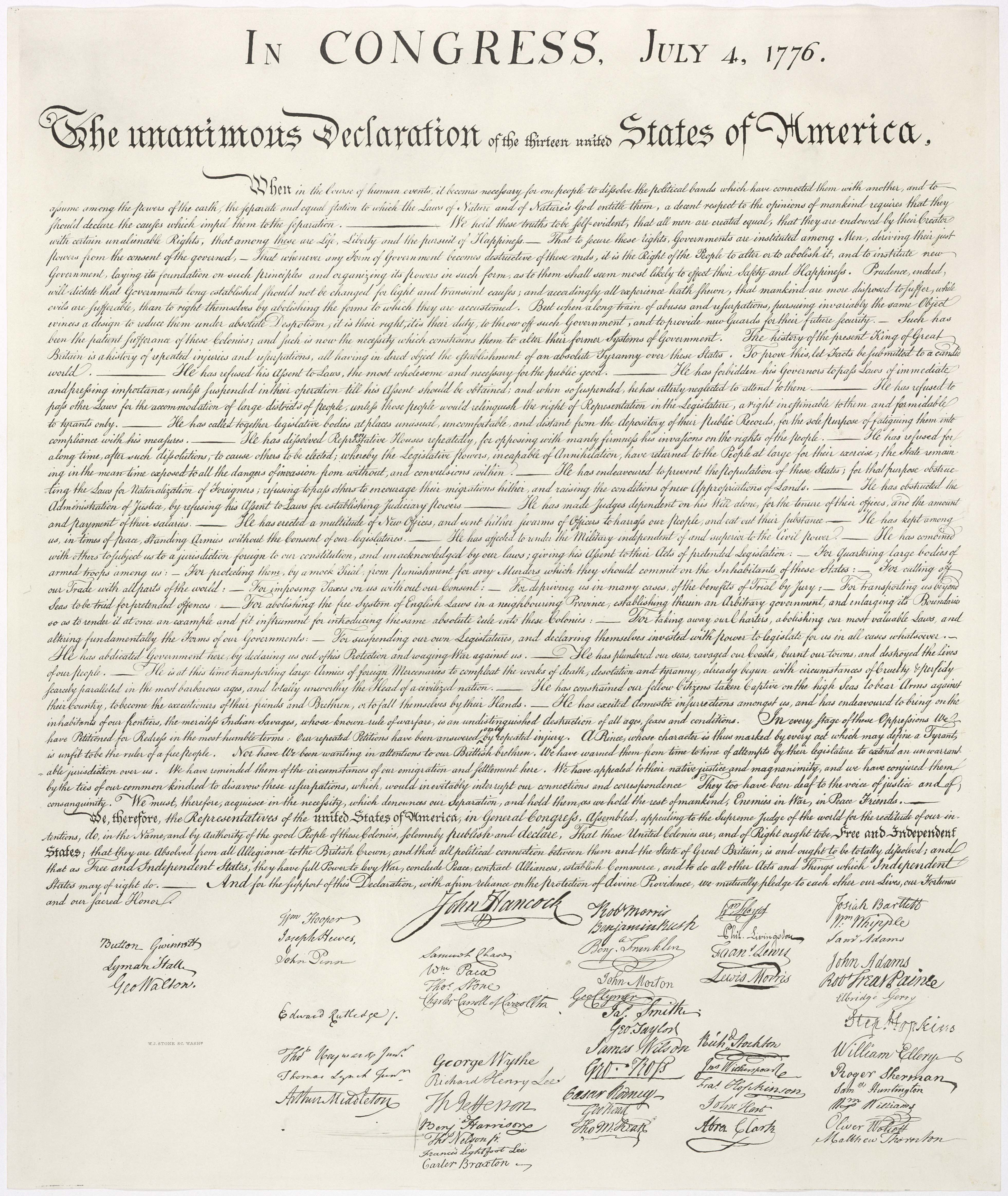
Dichiarazione di indipendenza degli Stati Uniti.
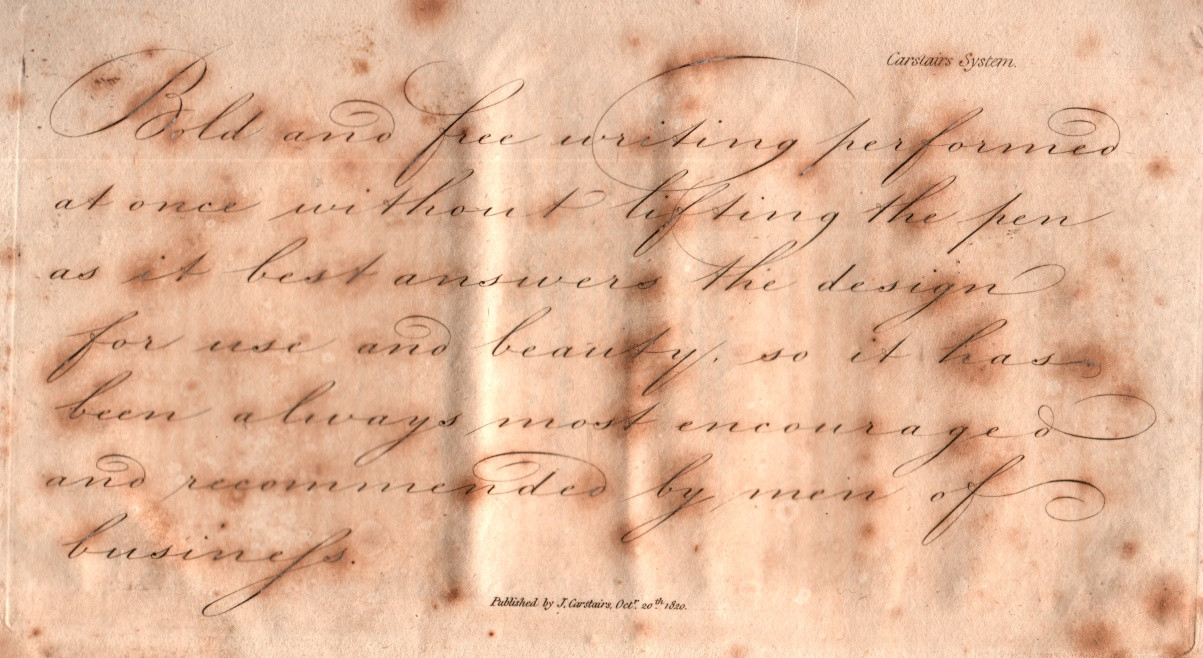
Esempio di corsivo del calligrafo Joseph Carstairs, pubblicato nel 1820.
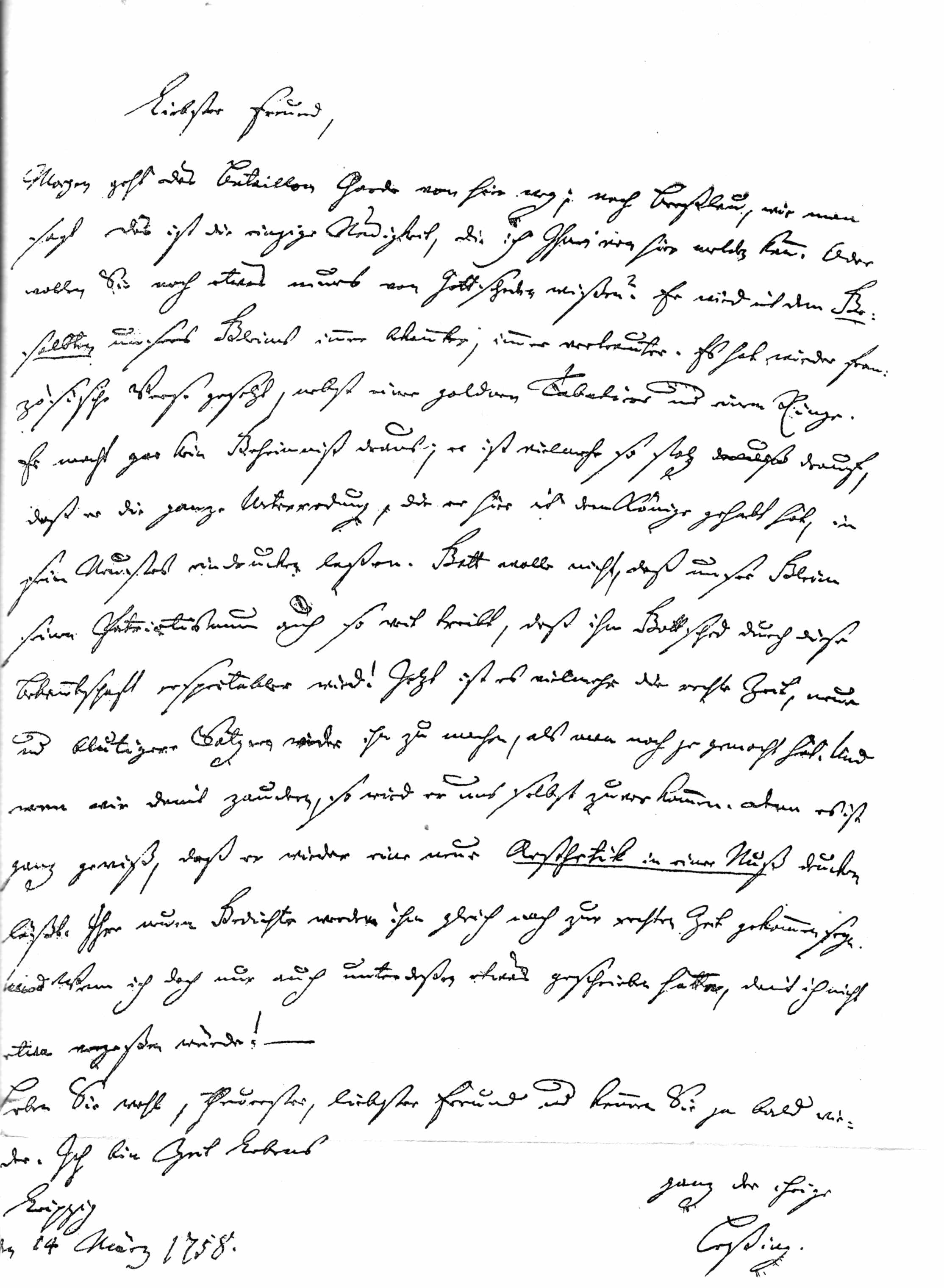
Una lettera di Lessing a Kleist, scritta in Kurrent, il 14 marzo 1758.
- Esempi di scrittura corsiva con legature in Italia del XX-XXI secolo